# Gravitacija ili fantastična mladost činovnika Borisa Horvata (1968.)
Gravitacija ili fantastična mladost činovnika Borisa Horvata, hrvatski dugometražni film iz 1968. godine.